# After Dark (Scary Kids Scaring Kids)
After Dark è il primo e unico EP del gruppo musicale statunitense Scary Kids Scaring Kids, pubblicato indipendentemente nel 2003 e successivamente dalla Immortal Records l'8 febbraio 2005.

## Tracce
1. What's Up Now – 4:46
2. Bulletproof – 3:35
3. Locked In – 4:39
4. Sink and Die – 4:04
5. Changing Priorities – 3:56
6. My Knife, Your Throat – 6:09

## Formazione
- Tyson Stevens – voce, basso
- Chad Crawford – chitarra, cori
- DJ Wilson – chitarra
- Pouyan Afkary – tastiera
- Peter Costa – batteria, percussioni